# Geophis dugesii
Espèce
Synonymes
- Geophis aquilonaris Legler, 1959

Statut de conservation UICN

 LC  : Préoccupation mineure
Geophis dugesii  est une espèce de serpents de la famille des Dipsadidae.

## Répartition
Cette espèce est endémique du Mexique. Elle se rencontre entre 1 500 et 2 100 m d'altitude dans les États d'Aguascalientes, du Jalisco, du Michoacán, du Sinaloa, de Durango et du Chihuahua.

## Sous-espèces
Selon The Reptile Database (3 septembre 2013) :
- Geophis dugesii aquilonaris Legler, 1959
- Geophis dugesii dugesii Bocourt, 1883

## Étymologie
Cette espèce est nommée en l'honneur d'Alfredo Dugès.

## Publications originales
- Bocourt, 1883, in Duméril, Bocourt & Mocquard, 1870-1909 : Études sur les reptiles, p. 1-1012, in Recherches Zoologiques pour servir a l'Histoire de la Faune de l'Amérique Centrale et du Mexique. Mission Scientifique au Mexique et dans l'Amérique, Imprimerie Impériale, Paris.
- Legler, 1959 : A new snake of the genus Geophis, from Chihuahua, Mexico. University of Kansas Publications, Museum of Natural History, vol. 11, no 4, p. 327–334 (texte intégral).